# Liste der Monuments historiques in Échevannes (Côte-d’Or)
Die Liste der Monuments historiques in Échevannes führt die Monuments historiques in der französischen Gemeinde Échevannes auf.

## Liste der Immobilien
| Bezeichnung    | Beschreibung                                                                 | Standort                      | Kennzeichnung | Schutzstatus   | Datum     | Bild           |
| -------------- | ---------------------------------------------------------------------------- | ----------------------------- | ------------- | -------------- | --------- | -------------- |
| Ferme du Fossé | festes Haus, 15. und 16. Jahrhundert; mit Befestigungsmauer und Wassergräben | nordwestlich des Ortes (Lage) | PA00112441    | Inscrit Classé | 1984 1986 | weitere Bilder |